# Savigny-le-Sec
Pour les articles homonymes, voir Savigny.
Savigny-le-Sec est une commune française située dans le département de la Côte-d'Or en région Bourgogne-Franche-Comté.

## Géographie
Commune partagée entre la plaine céréalière du nord de Dijon (vallée de la Tille) et l'extrémité sud-est des grandes forêts domaniales d'Is-sur-Tille et de Val-Suzon.

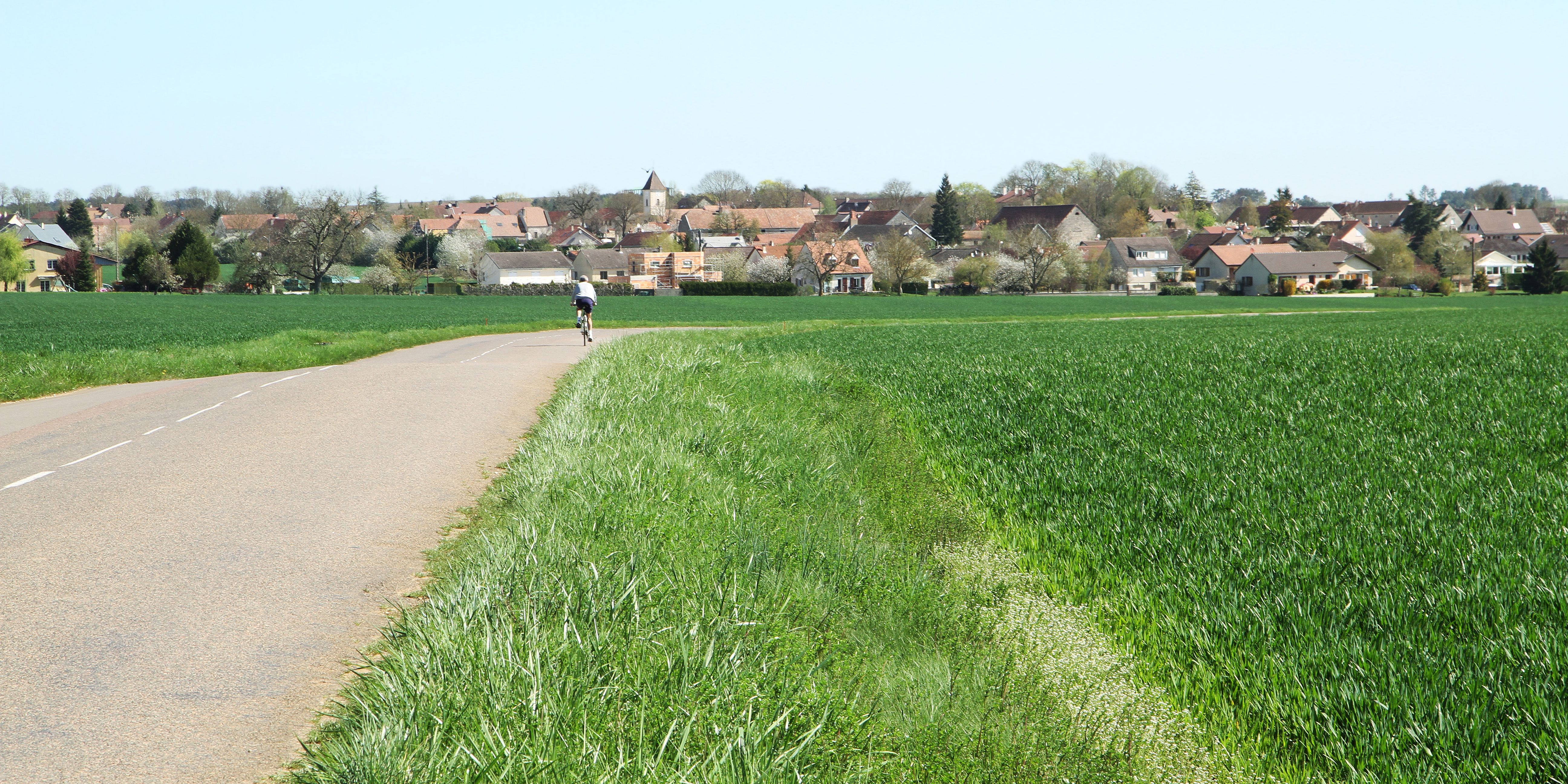
Le village et la plaine de Savigny-le-Sec, depuis la route de Messigny.

### Climat
Pour des articles plus généraux, voir Climat de la Bourgogne-Franche-Comté et Climat de la Côte-d'Or.
En 2010, le climat de la commune est de type climat océanique dégradé des plaines du Centre et du Nord, selon une étude du Centre national de la recherche scientifique s'appuyant sur une série de données couvrant la période 1971-2000. En 2020, Météo-France publie une typologie des climats de la France métropolitaine dans laquelle la commune est exposée à un climat océanique altéré et est dans la région climatique  Bourgogne, vallée de la Saône, caractérisée par un bon ensoleillement (1 900 h/an), un été chaud (18,5 °C), un air sec au printemps et en été et des vents faibles. 
Pour la période 1971-2000, la température annuelle moyenne est de 10,4 °C, avec une amplitude thermique annuelle de 17,2 °C. Le cumul annuel moyen de précipitations est de 814 mm, avec 11,7 jours de précipitations en janvier et 7,8 jours en juillet. Pour la période 1991-2020, la température moyenne annuelle observée sur la station météorologique de Météo-France la plus proche, « Dijon Toison », sur la commune de Dijon à 12 km à vol d'oiseau, est de 11,5 °C et le cumul annuel moyen de précipitations est de 771,8 mm,. Pour l'avenir, les paramètres climatiques de la commune estimés pour 2050 selon différents scénarios d'émission de gaz à effet de serre sont consultables sur un site dédié publié par Météo-France en novembre 2022.

## Urbanisme

### Typologie
Au 1er janvier 2024, Savigny-le-Sec est catégorisée bourg rural, selon la nouvelle grille communale de densité à 7 niveaux définie par l'Insee en 2022.
Elle est située hors unité urbaine. Par ailleurs la commune fait partie de l'aire d'attraction de Dijon, dont elle est une commune de la couronne,. Cette aire, qui regroupe 333 communes, est catégorisée dans les aires de 200 000 à moins de 700 000 habitants,.

### Occupation des sols
L'occupation des sols de la commune, telle qu'elle ressort de la base de données européenne d’occupation biophysique des sols Corine Land Cover (CLC), est marquée par l'importance des territoires agricoles (53,7 % en 2018), en diminution par rapport à 1990 (55,3 %). La répartition détaillée en 2018 est la suivante : 
terres arables (50,3 %), forêts (37,4 %), zones urbanisées (4,9 %), zones agricoles hétérogènes (3,3 %), mines, décharges et chantiers (2 %), milieux à végétation arbustive et/ou herbacée (2 %). L'évolution de l’occupation des sols de la commune et de ses infrastructures peut être observée sur les différentes représentations cartographiques du territoire : la carte de Cassini (XVIIIe siècle), la carte d'état-major (1820-1866) et les cartes ou photos aériennes de l'IGN pour la période actuelle (1950 à aujourd'hui).

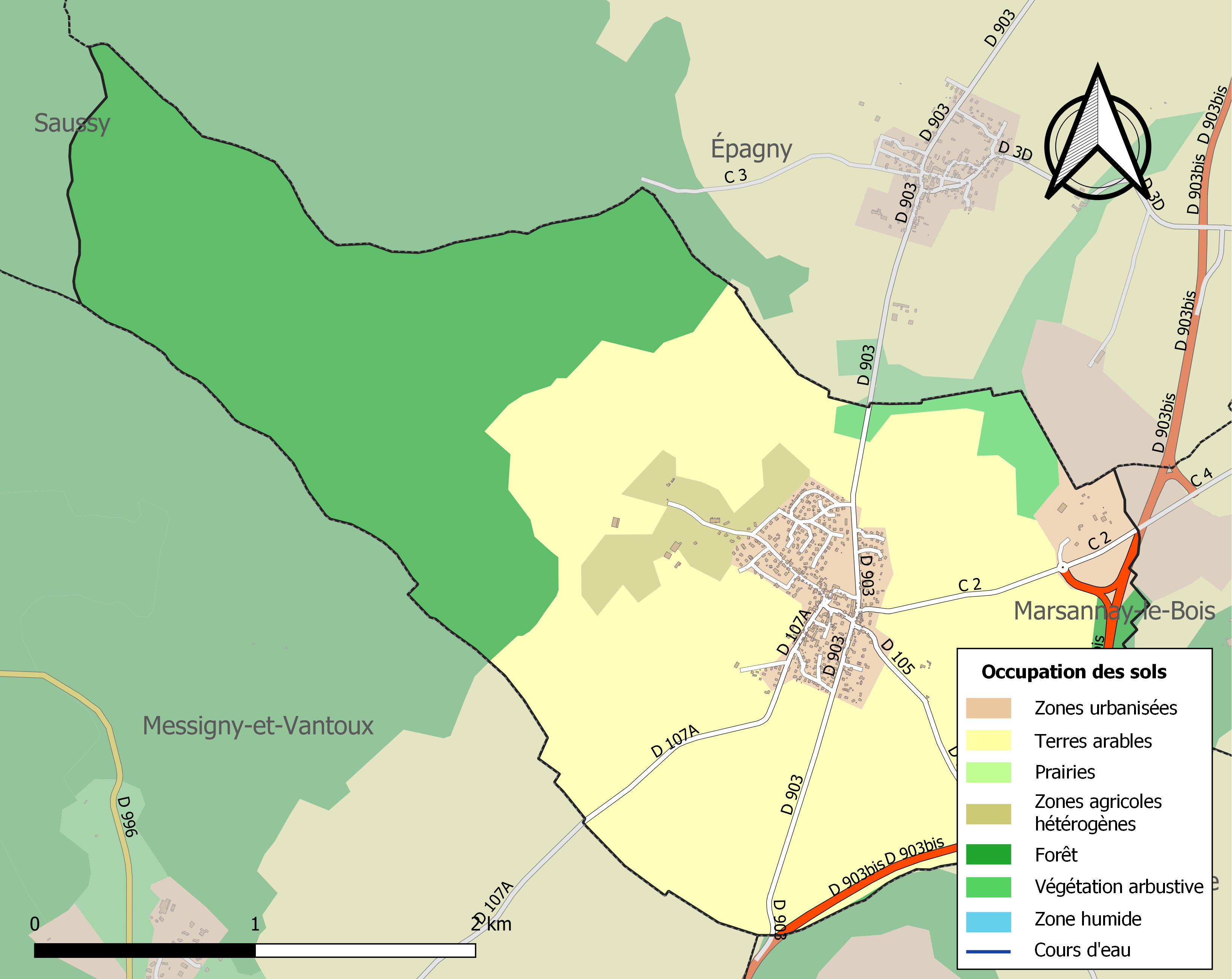
Carte des infrastructures et de l'occupation des sols de la commune en 2018 (CLC).

## Politique et administration
| Période                                  | Période    | Identité               | Étiquette | Qualité           |
| ---------------------------------------- | ---------- | ---------------------- | --------- | ----------------- |
|                                          | 1929       | M. Antoine RENEVIER    |           | Directeur d'École |
| 1929                                     | après 1936 | M. Alexis MORLOT       |           |                   |
| vers 1970                                |            | M. Henri PARIS         |           |                   |
| mars 2001                                | En cours   | M. Jean-Michel STAIGER |           | Retraité          |
| Les données manquantes sont à compléter. |            |                        |           |                   |

## Démographie
L'évolution du nombre d'habitants est connue à travers les recensements de la population effectués dans la commune depuis 1793. Pour les communes de moins de 10 000 habitants, une enquête de recensement portant sur toute la population est réalisée tous les cinq ans, les populations de référence des années intermédiaires étant quant à elles estimées par interpolation ou extrapolation. Pour la commune, le premier recensement exhaustif entrant dans le cadre du nouveau dispositif a été réalisé en 2008.

En 2022, la commune comptait 883 habitants, en évolution de +5,88 % par rapport à 2016 (Côte-d'Or : +0,82 %, France hors Mayotte : +2,11 %).
| 1793 | 1800 | 1806 | 1821 | 1836 | 1841 | 1846 | 1851 | 1856 |
| ---- | ---- | ---- | ---- | ---- | ---- | ---- | ---- | ---- |
| 220  | 233  | 219  | 210  | 215  | 231  | 241  | 261  | 245  |

| 1861 | 1866 | 1872 | 1876 | 1881 | 1886 | 1891 | 1896 | 1901 |
| ---- | ---- | ---- | ---- | ---- | ---- | ---- | ---- | ---- |
| 234  | 226  | 221  | 226  | 218  | 239  | 236  | 201  | 194  |

| 1906 | 1911 | 1921 | 1926 | 1931 | 1936 | 1946 | 1954 | 1962 |
| ---- | ---- | ---- | ---- | ---- | ---- | ---- | ---- | ---- |
| 189  | 183  | 140  | 149  | 162  | 159  | 159  | 203  | 189  |

| 1968 | 1975 | 1982 | 1990 | 1999 | 2006 | 2008 | 2013 | 2018 |
| ---- | ---- | ---- | ---- | ---- | ---- | ---- | ---- | ---- |
| 219  | 593  | 737  | 741  | 780  | 813  | 823  | 825  | 855  |

| 2022 | - | - | - | - | - | - | - | - |
| ---- | - | - | - | - | - | - | - | - |
| 883  | - | - | - | - | - | - | - | - |

## Culture locale et patrimoine

### Lieux et monuments
- La commune compte 1 objet  Classé MH à l'inventaire des monuments historiques[16]: la cloche de l'église du XVIIIe s..
- L'église Saint-Gervais-et-Saint-Protais dans l'enclos du cimetière.
- Un tilleul présentant un intérêt historique, planté le 11 novembre 1921 et baptisé « Arbre de la Victoire et de la Libération »[17].

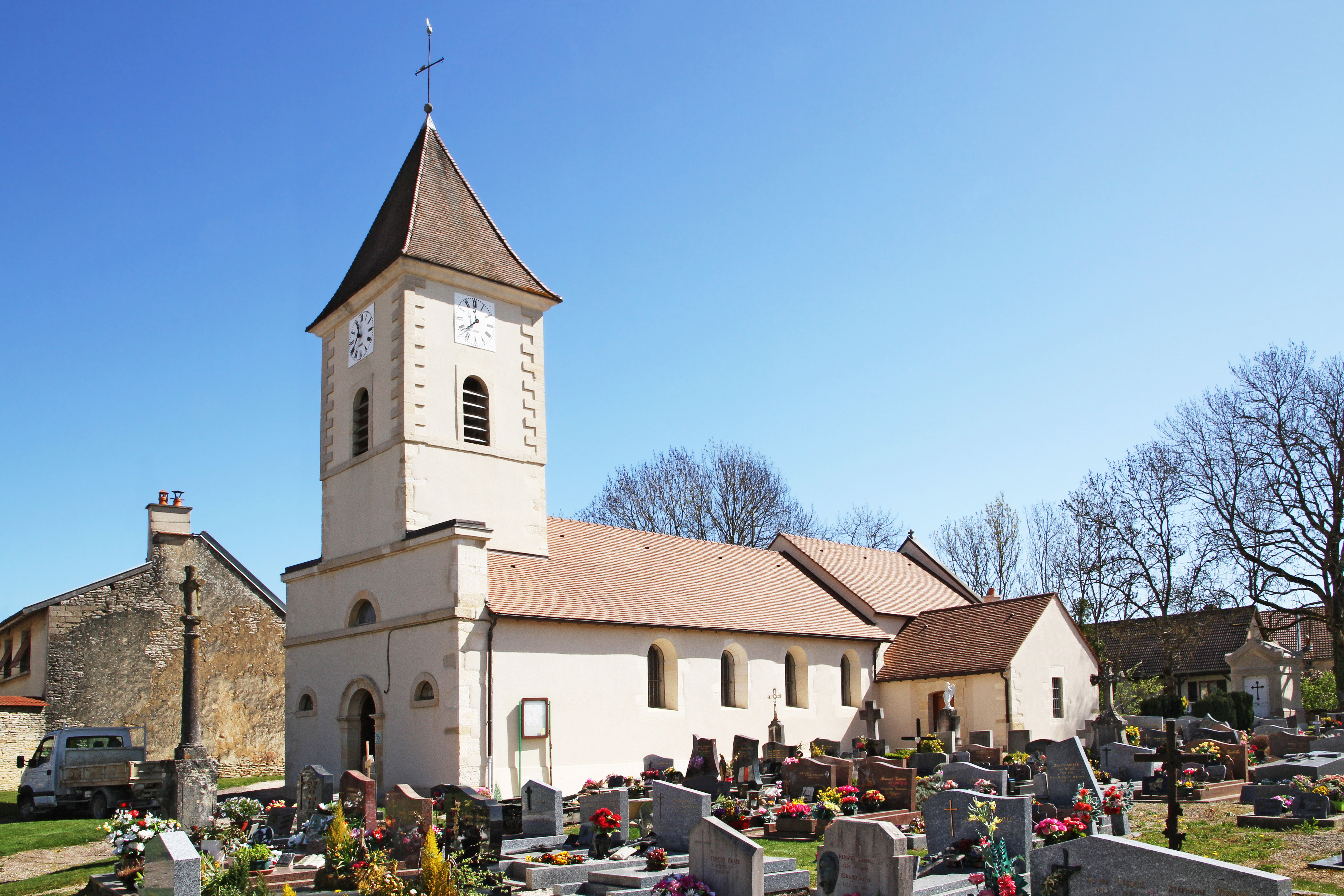
Église paroissiale.
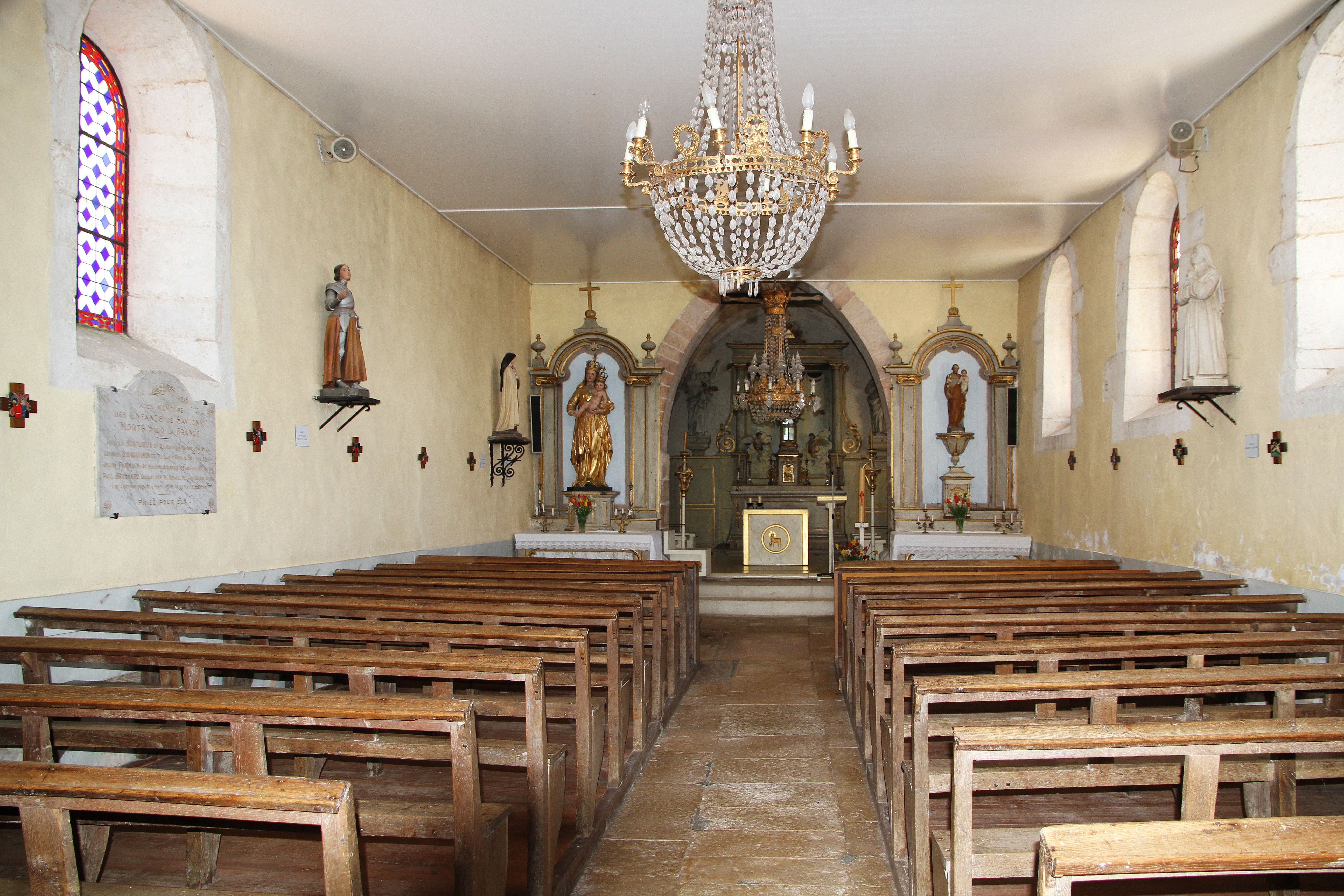
Nef et chœur.

### Héraldique
| Blason de Savigny-le-Sec | Blason  | De gueules au soleil éclipsé d'or accompagné de deux palmes d'argent, leurs tiges posées en sautoir et liées d'un ruban de sinople. |
| Blason de Savigny-le-Sec | Détails | Le statut officiel du blason reste à déterminer.                                                                                    |